# Дзандобио
Дзандо̀био (на италиански: Zandobbio; на ломбардски: Zandobe, Дзандобе) е малкло градче и община в Северна Италия, провинция Бергамо, регион Ломбардия. Разположено е на 278 m надморска височина. Населението на общината е 2763 души (към 2018 г.).